# 冰岛人民阵线
冰岛人民阵线是冰岛的一个社会主义政党。该党成立于2013年2月18日。该党的政治立场是极左翼。该党的意识形态是反资本主义、环境保护主义、欧洲怀疑主义、和平主义、社会主义，並無條件反對加入歐洲聯盟和北大西洋公約組織，稱此兩者皆為信仰「帝國主義」的組織 。该党的主席是Þorvaldur Þorvaldsson，他自称為共产主义者，曾在霍查派组织阿尔巴尼亚和冰岛文化交流协会工作；副主席是Vésteinn Valgarðsson。该党的总部位于雷克雅未克。